# Santiago de Bougado
A Freguesia de Santiago de Bougado foi uma freguesia portuguesa do Município da Trofa a qual tinha 14,5 km² de área e 6 422 habitantes (2011), e, por isso, uma densidade populacional de 443 hab/km².
A Freguesia de Santiago de Bougado foi extinta (agregada) em 2013, no âmbito de uma reforma administrativa nacional, para, em conjunto com a Freguesia de São Martinho de Bougado, formar uma nova freguesia denominada União das Freguesias de Bougado (São Martinho e Santiago).

## História
O território que hoje compõe a localidade de Santiago de Bougado, segundo a tradição, passou a ser povoado por habitantes sedentários a partir do século I da Era de Cristo. Os Romanos fixaram-se na cidade de Palmazão, em Alvarelhos e enviaram os seus escravos para o cultivo das férteis agras que se situam no fundo oriental da serra que haveriam de batizar com o nome de Cidai.
Aí se fixaram fundando a aldeia. Depois fizeram a ligação ao rio Ave e fundaram a aldeia da Maganha. Seguiram-se as aldeias de Lantemil, Bairros e Lagoa. A aldeia de Cedões viria a ser fundada no século X e a aldeia da Trofa no século XV. Ainda hoje são estas as povoações de Santiago de Bougado.
No século VI é criada a paróquia de Santiago de Bougado. Pelas Inquirições de D. Afonso III ficou-se a saber que Santiago de Bougado era uma realidade como freguesia, tendo a sua igreja implantada na aldeia da Lagoa. As Inquirições de D. Afonso III referem a existência de cinquenta fogos no ano de 1258.
Pela Carta de Foral emitida por D. Manuel I referente às Terras da Maia do ano de 1519, Santiago de Bougado fica enquadrado no Concelho da Maia e aí permaneceu até ao ano de 1836, altura em que passou a integrar o Concelho de Santo Tirso até ao ano de 1998. Nessa data Santiago de Bougado passou a integrar o Concelho da Trofa.
A primeira Junta da Paróquia foi instituída no ano de 1836 e até aí quem dirigia os destinos desta terra era a Confraria do Subsino que se reunia no fim da Missa do Povo à Mesa da Audiência, local onde era eleita bienalmente para tomar todas as decisões de interesse coletivo paroquial. A partir do ano de 1911, com a publicação da Lei de separação entre a Igreja e o Estado, os destinos de Santiago de Bougado, no âmbito civil, passaram a ser dirigidos por uma junta de freguesia.
No ano de 1984 Santiago de Bougado, juntamente com S. Martinho de Bougado, passaram a constituir a Vila da Trofa, título que permaneceu até ao ano de 1993, altura em que a vila foi elevada à categoria de cidade.

## Património
- Igreja paroquial de Santiago de Bougado

## População
| População da freguesia de Bougado (Santiago) | População da freguesia de Bougado (Santiago) | População da freguesia de Bougado (Santiago) | População da freguesia de Bougado (Santiago) | População da freguesia de Bougado (Santiago) | População da freguesia de Bougado (Santiago) | População da freguesia de Bougado (Santiago) | População da freguesia de Bougado (Santiago) | População da freguesia de Bougado (Santiago) | População da freguesia de Bougado (Santiago) | População da freguesia de Bougado (Santiago) | População da freguesia de Bougado (Santiago) | População da freguesia de Bougado (Santiago) | População da freguesia de Bougado (Santiago) | População da freguesia de Bougado (Santiago) |
| -------------------------------------------- | -------------------------------------------- | -------------------------------------------- | -------------------------------------------- | -------------------------------------------- | -------------------------------------------- | -------------------------------------------- | -------------------------------------------- | -------------------------------------------- | -------------------------------------------- | -------------------------------------------- | -------------------------------------------- | -------------------------------------------- | -------------------------------------------- | -------------------------------------------- |
| 1864                                         | 1878                                         | 1890                                         | 1900                                         | 1911                                         | 1920                                         | 1930                                         | 1940                                         | 1950                                         | 1960                                         | 1970                                         | 1981                                         | 1991                                         | 2001                                         | 2011                                         |
| 1 413                                        | 1 545                                        | 1 653                                        | 1 668                                        | 1 824                                        | 1 945                                        | 2 160                                        | 2 553                                        | 3 164                                        | 3 855                                        | 4 192                                        | 5 447                                        | 6 577                                        | 6 759                                        | 6 422                                        |

Nos censos de 1864 a 1991 fez parte do concelho de Santo Tirso
| Distribuição da População por Grupos Etários | Distribuição da População por Grupos Etários | Distribuição da População por Grupos Etários | Distribuição da População por Grupos Etários | Distribuição da População por Grupos Etários | Distribuição da População por Grupos Etários | Distribuição da População por Grupos Etários | Distribuição da População por Grupos Etários | Distribuição da População por Grupos Etários | Distribuição da População por Grupos Etários |
| -------------------------------------------- | -------------------------------------------- | -------------------------------------------- | -------------------------------------------- | -------------------------------------------- | -------------------------------------------- | -------------------------------------------- | -------------------------------------------- | -------------------------------------------- | -------------------------------------------- |
| Ano                                          | 0-14 Anos                                    | 15-24 Anos                                   | 25-64 Anos                                   | > 65 Anos                                    |                                              | 0-14 Anos                                    | 15-24 Anos                                   | 25-64 Anos                                   | > 65 Anos                                    |
| 2001                                         | 1 222                                        | 1 137                                        | 3 725                                        | 675                                          |                                              | 18,1%                                        | 16,8%                                        | 55,1%                                        | 10,0%                                        |
| 2011                                         | 915                                          | 836                                          | 3 724                                        | 947                                          |                                              | 14,2%                                        | 13,0%                                        | 58,0%                                        | 14,7%                                        |

Média do País no censo de 2001:  0/14 Anos-16,0%; 15/24 Anos-14,3%; 25/64 Anos-53,4%; 65 e mais Anos-16,4%
Média do País no censo de 2011:   0/14 Anos-14,9%; 15/24 Anos-10,9%; 25/64 Anos-55,2%; 65 e mais Anos-19,0%